# Sid Hudson

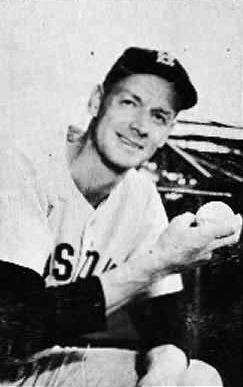
Sid Hudson.

Sidney Charles "Sid" Hudson, född 3 januari 1915 i Coalfield i Tennessee, död 10 oktober 2008 i Waco i Texas, var en amerikansk professionell basebollspelare som spelade i Major League Baseball (MLB) 1940–1942 och 1946–1954. Hudson var pitcher.
Hudson inledde sin MLB-karriär i Washington Senators, dit han också återvände efter sin krigstjänst. Därefter spelade han för Boston Red Sox 1952–1954.

### Webbkällor
- ”Sid Hudson Stats” (på engelska). ESPN. http://www.espn.com/mlb/player/stats/_/id/23156/sid-hudson. Läst 17 juli 2017.
- ”Sid Hudson Statistics and History” (på engelska). Baseball-Reference.com. https://www.baseball-reference.com/players/h/hudsosi01.shtml. Läst 17 juli 2017.